# بیت منعین (دهستان)
 بیت منعین  به عربی ( بیت الُمنعین )، دهستانی است در عزلهٔ (الطویله)، وأعمال ذی یزن در ناحیهٔ (ضباعی)، از توابع استان ذَمار 
در کشور یمن در شبه جزیره عربستان.

## جمعیت
جمعیت این دهستان در حدود (۲۷ خانوار) و (۳۵۰) نفر می‌باشد. 

## منبع
- المقحفی، ابراهیم، احمد ، (مُعجَم المُدُن وَالقَبائِل الیَمَنِیَة) ، منشورات دار الحکمة، صنعاء، چاپ پنجم، وانتشار سال ۱۹۸۵ میلادی به (عربی).